# Мас, Николас (велогонщик)
Николас Мас  (нидерл. Nikolas Maes; род. 9 апреля 1986, Кортрейк, провинция Западная Фландрия, Бельгия ) — бельгийский профессиональный  шоссейный велогонщик, выступающий за команду мирового тура «Lotto Soudal». 

## Достижения
2006
3-й - Дрёйвенкурс Оверейсе
5-й - Ля Кот Пикард (U-23)
6-й - Internationale Wielertrofee Jong Maar Moedig
7-й - Тур Берлина (U-23) — ГК
8-й - Ronde van Vlaanderen U23
8-й - Шпаркассен Джиро Бохум
2007
3-й - Дрёйвенкурс Оверейсе
6-й - De Vlaamse Pijl
9-й - Тур Груне Харт
2008
9-й - Тур Ирландии — ГК
2009
1-й - этап 3 Вуэльта Бургоса
2010
5-й - Датч Фуд Велли Классик
2011
1-й  Тур Катара — МК
10-й - Тур Валлонии — ГК
2013
1-й  Классика мировых портов — ГК
1-й   — ОК
6-й - Дварс дор Фландерен
7-й - Классика Гамбурга
8-й - Париж — Брюссель
2014
4-й - Халле — Ингойгем
7-й - Тур Пикардии — ГК
8-й - Кюрне — Брюссель — Кюрне
2015
5-й - Тур Кёльна
9-й - Дварс дор Фландерен
10-й - Нокере Курсе
2016
4-й - Халле — Ингойгем
| ГК | Генеральная классификация |
| ОК | Очковая классификация     |
| МК | Молодёжная классификация  |

## Статистика выступлений наГранд Турах
| Гонка           | 2010 | 2011 | 2012 | 2013 | 2014 | 2015 | 2016 | 2017 |
| --------------- | ---- | ---- | ---- | ---- | ---- | ---- | ---- | ---- |
| Джиро д'Италия  | —    | —    | 106  | —    | —    | —    | —    | —    |
| Тур де Франс    | —    | —    | —    | —    | —    | —    | —    | —    |
| Вуэльта Испании | 132  | 151  | —    | —    | 111  | 107  | —    | —    |